# Jens Seipenbusch
Jens Seipenbusch,  född 6 augusti 1968 i Wuppertal, är en tysk politiker. Han var ordförande i Piratenpartei Deutschland (PIRATEN) 2007/2008 och 2009-2011.
Seipenbusch studerade fysik vid Münsters universitet.